# الشروق (جريدة تونسية)
الشروق صحيفة يومية تونسية مستقلة تصدر عن دار الأنوار، أسسها الفقيد صلاح الدين العامري عام 1984. وقد صدرت بصفة مؤقتة أسبوعيا، لتصبح يومية سنة 1988. وتسحب حوالي ثمانين ألف نسخة.

## وصلات خارجية
الموقع الرسمي لصحيفة الشروق